# Blackground Records
La Blackground Records è un'etichetta discografica statunitense fondata dal produttore e manager Barry Hankerson nel 1993. L'etichetta rimane tuttora di proprietà di Hankerson e di suo figlio Jomo Hankerson.

## Storia
Nel 1993, l'imprenditore Hankerson (marito della cantante soul Gladys Knight) fondò l'etichetta discografica e sua nipote Aaliyah ne divenne la prima artista. Nel 1996 la Blackground ottenne un accordo con la Atlantic Records, poco prima dell'uscita del secondo album di Aaliyah, One in a Million.
Nel 2000 giunse una svolta: la Blackground sciolse l'accordo con la Atlantic per unirsi alla Virgin Records. Ma un anno dopo si trasferì di nuovo per trovare un accordo con la Universal Motown Records Group. 
Nel 2003 la cantante JoJo firmò un contratto discografico con l'etichetta di Hankerson, diventando così l'artista più giovane e la prima artista bianca della Blackground.
Nell'ottobre 2009 la Blackground verrà distribuita dalla Interscope Records, a sua volta parte dell'Universal Music Group.
Nel 2010, la casa discografica collaborò con l'ex vice presidente della Universal Motown per distribuire la sua nuova etichetta, la Roma Records. Il loro primo artista sotto contratto è Jordy Towers, che in precedenza era sotto contratto con la Optimus Records.

## Artisti
- Aaliyah
- J. Lewis
- JoJo
- Jordy Towers
- Lil' Eazy E
- Static Major
- Playa
- Timbaland
- Toni Braxton
- Ashley Parker Angel
- Tank